# Naguib Sawiris

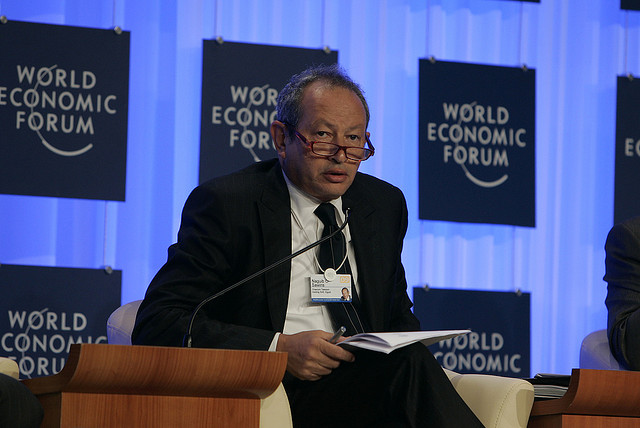
Naguib Sawiris

Naguib Sawiris (auch Naguib Sawires, arabisch نجيب ساويرس, DMG Naǧīb Sāwīris; * 15. Juni 1954 in Tahta, Ägypten) ist ein ägyptischer Milliardär. Er ist Vorstandsvorsitzender und größter Aktionär des ägyptischen Mobilfunkunternehmens Orascom TMT, das in mehreren Staaten Afrikas, des Nahen Ostens sowie in Südkorea tätig ist. Ihm gehört zudem ein ägyptischer Fernsehsender. Seine Familie baute das Ferienresort Al-Guna nördlich von Hurghada am Roten Meer auf. In Folge der Revolution 2011 gründete er mit anderen Mitstreitern die säkular-liberale Partei der Freien Ägypter.

## Leben
Naguib Sawiris wurde in Kairo als ältester Sohn von Onsi Sawiris geboren. Er hat zwei jüngere Brüder, die Samih (* 1957) und Nassef (* 1961) heißen. Die Familie stammte aus dem oberägyptischen Landadel und gehört der koptischen Kirche, der christlichen Minderheit, an. Sie gehört zu den reichsten Familien im Nahen Osten. Sein Vater Onsi Sawiris, der 1930 geboren wurde, war Gründer und Kopf der größten ägyptischen Firmengruppe Orascom, an deren Beginn 1950 eine kleine Baufirma stand. 1960 wanderte der Vater nach Libyen aus, nachdem unter General Gamal Abdel Nasser die Firmen der Sawiris verstaatlicht wurden. In Libyen wurde er als Bauunternehmer reich und kehrte erst zurück, nachdem Diktator Anwar Sadat 1970 die Macht übernommen hatte. Bei einer ganzen Reihe von Unternehmen, die unter Sadats Nachfolger Husni Mubarak privatisiert wurden, stieg Sawiris ein, was dem Familienunternehmen hohe finanzielle Zuwächse einbrachte. In wenigen Jahren wurde aus dem Familienunternehmen am Nil der größte privatwirtschaftliche Arbeitgeber Ägyptens. Den Konzern teilte Onsi Sawiris schließlich unter seinen drei Söhnen auf.
Naguib Sawiris hat, wie seine zwei Brüder, einen deutschen Bildungshintergrund. Er besuchte die Deutsche Evangelische Oberschule in Kairo und studierte später an der Eidgenössischen Technischen Hochschule in Zürich. Seine Verbundenheit zu Deutschland unterstreicht er durch seine Tätigkeit als Präsident der Deutsch-Arabischen Industrie- und Handelskammer in Kairo.
Der Durchbruch kam 1998, als Ägypten die Mobilfunklizenzen privatisierte und Orascom in einem Konsortium die erste Lizenz erwarb. Naguib Sawiris formte Orascom Telecom zum größten Mobilfunkanbieter des Landes und verschmolz Orascom Telecom durch Fusion mit dem russischen Mobilfunkanbieter Vimpelcom zu Global Telecom Holding. Im Sommer 2005 kaufte er über die Holdinggesellschaft Weather Investments 65 Prozent des italienischen Mobilfunkanbieter Wind für 13 Milliarden Euro von dem italienischen Energieversorger ENEL. In der Liste der reichsten Menschen der Welt des Magazins Forbes wird Sawiris mit einem Vermögen von 3,8 Mrd. Dollar auf Platz 835 geführt (Stand Juni 2024). Sawiris erwarb einen Anteil von fast 20 % am in Australien börsennotierten Goldminenunternehmen Evolution Mining sowie nahezu 20 % der in Toronto gelisteten Endeavour Mining, die Goldminen in Westafrika betreibt. Der neue Firmensitz Nile-City-Towers mit seinen von vier goldenen Kuppeln gekrönten Hochhaustürmen wurde zu einem Wahrzeichen Kairos.
2007 sprach ein fundamentalistischer, ägyptischer Scheich eine Fatwa gegen Sawiris aus, weil er sich im Rahmen der Kopftuchdebatte abwertend über das Tragen von Kopftüchern geäußert haben soll.
Er war einer der ersten aus Ägyptens Wirtschaftselite, die sich im Februar 2011 aus der Deckung wagten und öffentlich Husni Mubarak zum Rücktritt aufforderten. Er war eines der prominentesten Mitglieder im Rat der Weisen, die in der hektischen Übergangsphase ab Ende Januar zwischen Regierung, Militärführung und Opposition vermittelten. Im Zuge der Ägyptischen Revolution gründete er im April 2011 die säkular-liberale Partei der Freien Ägypter, um die Vereinnahmung von Politik und Gesellschaft durch die konservativ-islamistischen Parteien, Freiheits- und Gerechtigkeitspartei und Partei des Lichts, zu stoppen. Nach der Machtergreifung der Muslimbrüder verließ Sawiris Anfang 2013 zeitweise das Land. Anfang Mai 2013 kehrte er nach Kairo zurück, gab seine oppositionelle Haltung jedoch nicht auf. Laut dem Nahost-Experten Stephan Roll von der Berliner Stiftung Wissenschaft und Politik (SWP) räumte Naguib Sawiris ein, er habe die oppositionellen Aktivisten von Tamarod (auf Deutsch: Rebellion), die Ende Juni 2013 Massenproteste gegen Präsident Mohammed Mursi organisierten, mit Geld und Logistik unterstützt. Am 3. Juli 2013 übernahm das Militär die Macht. „Etablierte Interessengruppen hatten augenscheinlich auf den Sturz der Mursi-Administration hingearbeitet – so auch der Großteil von Ägyptens Unternehmerelite“, kommentierte Stephan Roll.
Sawiris ist verheiratet und hat vier Kinder. Außer seiner Muttersprache Arabisch spricht er Englisch, Deutsch und Französisch. In verschiedenen Stiftungen versuchte Naguib den akademischen Nachwuchs zu fördern. Im Oktober 2012 eröffnete die Technische Universität Berlin einen Campus in Gouna, der wesentlich von dem Gründer des Ortes und dem ehemaligen Studenten der Technischen Universität Berlin, seinem Bruder Samih Sawiris, finanziert wird.

## Gründung eines eigenen Staates
Im Zuge der Flüchtlingskrise in Europa und dem Nahen Osten bot er Ende Oktober 2015 an, eine Insel im Mittelmeer zu erwerben und dort für die Flüchtlinge einen eigenen Staat aufzubauen. Auf Twitter erklärte er seine Pläne: „Griechenland oder Italien verkaufen mir eine Insel, ich rufe die Unabhängigkeit aus, bringe die Migranten unter und verschaffe ihnen Arbeitsplätze beim Aufbau ihres neuen Landes.“